# A.C.T
A.C.T — Шведская прог-группа, сформированная в 1995 году в шведском городе Мальмё и первоначально известная под названием Fairyland (с англ. — «Волшебная страна»).

## История
Группа была сформирована четырьмя молодыми людьми, которые учились вместе в музыкальной школе города Мальмё:
- Ула Андерсон — гитары
- Томас Эрландсон — ударные
- Йенс Эппельгрен — вокал
- Джерри Салин — клавишные

Сначала коллектив носил название Fairlyland, но в 1995 году они изменили своё название на A.C.T. В 1996 A.C.T привлекли к себе общественное внимание, пробиваясь в финал шведского музыкального конкурса.
В 1999 году группа выпустила дебютный альбом Today’s Report. После выпуска этого альбома A.C.T предприняли тур по странам Скандинавского полуострова вместе с прогрессив-рок-группой Saga. В 2001 увидел свет второй альбом Imaginary Friends, а группа выступала на разогреве у популярного исполнителя Fish. В 2003, был выпущен третий альбом Last Epic, и группа отправилась в европейское турне с бывшим вокалистом группы Genesis Рейем Уилсоном.
В 2006 A.C.T подписали контракт с лейблом InsideOut Music и выпустили альбом под названием Silence. В условия контракта входило и переиздание прежних трёх альбомов команды как специальных выпусков, с бонус-треками и развёрнутыми буклетами.
19 февраля 2014 года в Японии и 5 марта 2014 года в Европе и США вышел пятый полноформатный альбом группы Circus Pandemonium.

## Дискография

### Студийные альбомы
- Today’s Report (1999)
- Imaginary Friends (2001)
- Last Epic (2003)
- Silence (2006)
- Circus Pandemonium (2014)

## Состав

### Состав на сегодня
- Херман Саминг — вокал
- Ула Андерсон — лидер-гитара, акустическая гитара, вокал
- Питер Эсп — бас-гитара
- Джерри Салин — вокал, синтезатор, клавишные
- Томас Лейон — ударные

### Бывшие участники
- Томас Эрландсон — ударные
- Йенс Эппельгрен — вокал